# ليز
ليز (بالإنجليزية: Lay's)‏ هي علامة تجارية لأصناف من رقائق البطاطس، بالإضافة إلى اسم الشركة التي أسست العلامة التجارية للرقائق في الولايات المتحدة. وقد أطلق عليها أيضًا اسم فريتو لاي مع فريتوس. ليز مملوكة لشركة بيبسيكو عن طريق فريتو-لاي منذ عام 1965.
«ليز» هي العلامة التجارية الرئيسية للشركة، باستثناء الأسواق المحدودة حيث يتم استخدام أسماء تجارية أخرى: واكرز في المملكة المتحدة وأيرلندا؛ سميثز في أستراليا؛ شيبسي في مصر وغرب البلقان؛ تابوتشيبس في إسرائيل. مارغريتا في كولومبيا؛ سباريتاز في المكسيك؛ وسابقًا، هوستيس في كندا.

## تاريخ
في عام 1932، افتتح البائع هيرمان لاي مكان لبيع الوجبات الخفيفة في ناشفيل بولاية تينيسي. في عام 1938، اشترى الشركة المصنعة لرقائق البطاطس «شركة باريت للأغذية» (Barrett Food Company) ومقرها أتلانتا، جورجيا، وأطلق عليها اسم «إتش. دبليو. لاي وشركائه» (H.W. Lay Lingo & Company). كان يبيع المنتجات من صندوق سيارته، عبر تقاطع لاي في جنوب الولايات المتحدة.
اختصرت الشركة اسمها إلى «شركة ليز لاي لينغو» (Lay's Lay Lingo Company) في عام 1944 وأصبحت أول شركة مصنعة للأطعمة الخفيفة تشتري إعلانات تلفزيونية، وكان بيرت لار المتحدث لها.
في عام 1961، اندمجت شركة فريتو، التي أسسها تشارلز إي. دولين، وليز تحت اسم «شركة فريتو-لاي» (.Frito-Lay Inc). أصبحت مبيعات الرقائق دولية، بمساعدة التسويق من قبل عدد من المشاهير.
في عام 1965، اندمجت شركة فريتو-لاي مع شركة بيبسي-كولا لتشكيل شركة بيبسيكو. تم تقديم تركيبة جديدة للرقائق في عام 1991، حيث كانت أكثر هشاشة وحافظت على نضارتها لفترة أطول. بعد ذلك بوقت قصير، قدمت الشركة منتجات ليز ويْفي (Lay's Wavy) إلى أرفف البقالة، مع طرح محلي (الولايات المتحدة) في عام 1994. في منتصف وأواخر التسعينيات، قدمت ليز رقائق مخبوزة منخفضة السعرات الحرارية ومجموعة متنوعة خالية تمامًا من الدهون (رقائق ليز واو (Lay's WOW chips) التي تحتوي على بدائل دهون الأوليسترا).
في عقد 2000، ظهرت العلامات التجارية المطبوخة «كيتل كوكد» (Kettle-cooked) كما ظهرت نسخة أخرى تسمى ليز ستاكس والتي كانت تهدف إلى التنافس مع برينجلز، وبدأت الشركة في تقديم مجموعة متنوعة من النكهات المختلفة.
في عام 2012، سيطرت منتجات فريتو-لاي على 59٪ من سوق الوجبات الخفيفة اللذيذة في الولايات المتحدة.

## أنواع ونكهات
عالميًا، يتواجد لدى ليز العديد من الأنواع الفرعية والنكهات:

### ليز
النكهة الأصلية (الملح)، كاتشب الطماطم، الجبنة الفرنسية، الملح والخل، الفلفل الحار؛ في بعض الأوقات يتم إضافة نكهات جديدة، مثل: البيتزا، الزعتر، الشواء، الشطة والليمون، المملح قليلًا، الكريمة الحامضة والبصل، وغيرها من النكهات المختلفة.

### ماكس
ليز ماكس (Lay's MAX):
نكهة الفلفل الحار المكسيكي، جبنة التشيدر بالكريمة، الجبنة والبصل، وغيرها
ليز ماكس (Lay's MAXX):
نكهة تيكساس باربكيو بريسكت، أجنحة شيكاجو الحارة

### فورنو؛ بيكد
ليز فورنو (Lay's Forno)؛ يسمى في بعض المناطق ليز بيكد (Lay's Baked):
النكهة الأصلية، نكهة الجبنة، الفلفل الأسود، اللبنة والنعناع، الشواء، الكريمة الحامضة والبصل، وغيرها

### ستاكس
ليز ستاكس (Lay's Stax):
نكهة الملح، جبنة التشيدر، الملح والخل، الكريمة الحامضة، شواء المسكيت، البيتزا، وغيرها

### كيتل كوكد
ليز كيتل كوكد (Lay's Kettel cooked):
الأصلية (ملح)، هالابينو (فلفل حار مكسيكي)، شواء المسكيت، وغيرها

### بوبابلز
ليز بوبابلز (Lay's Poppables):
نكهة الفلفل الحار والليمون، جبنة الكريمة بالشبت، العسل والشواء، جبنة تشيدر البيضاء، ملح البحر، وغيرها

### وَيفي
ليز وَيفي (Lay's Wavy):
الأصلية (ملح)، بصل فن يانز، صلصة الرانش، الشوكولاتة، وغيرها

### سكوبس
ليز سكوبس (Lay's Scoops):
نكهة الأعشاب، الجبنة الحارة، وغيرها

### فورنو فيوجن
ليز فورنو فيوجن (Lay's Forno fusion):
النكهة اللبنانية، الإيطالية، ميكس يوناني، ليمون وكمون، فلفل حلو وجبنة، وغيرها

### جورميه
ليز جورميه (Lay's Gourmet):
نكهة جبنة التشيدر الكلاسيكية مع البصل المكرمل، الليمون والفلفل الأسود، الفلفل الحلو مع الكريمة الحامضة، الشواء، وغيرها

### إكسترا
ليز إكسترا (Lay's Xtra):
نكهة الفاهيتا، صلصة طماطم مكسيكية، الشواء، وغيرها

### بيوقلز
ليز بيوقلز (Lay's Bugles):
النكهة الأصلية، الكاتشب، الفلفل الحلو، الجبنة، بابريكا، وغيرها

### لايرز
ليز لايرز (Lay's Layers):
نكهة الأجبان الثلاث، الكريمة الحامضة والبصل.

### آيكونِك
ليز آيكونِك (Lay's Iconic):
نكهة وصفة دجاج كنتاكي، مارغيريتا بيتزا هت، ترياكي صب واي

### ووكلس
ليز ووكلس (Lay's Wokkels):
النكهة الطبيعية، بابريكا

### ستيكس
ليز ستيكس (Lay's Sticks):
النكهة الأصلية، بابريكا

### قريلز
ليز قريلز (Lay's Grills):
النكهة المُدخنة

### بومتبس
ليز بومتبس (Lay's Pomtips):
النكهة الأصلية

### هامكاز
ليز هامكاز (Lay's Hamka's):
النكهة الأصلية

## معلومات غذائية
كما هو الحال مع معظم الأطعمة الخفيفة، تحتوي علامات ليز التجارية على عدد قليل جدًا من الفيتامينات والمعادن في أي مجموعة متنوعة. بنسبة 10 في المائة من الاحتياجات اليومية لكل حصة، يعتبر فيتامين سي هو الأعلى. محتوى الملح مرتفع بشكل خاص، حيث يحتوي الوجبة على ما يصل إلى 380 ملغ من الصوديوم.
أونصة واحدة (28 غرام) تحتوي حصة رقائق البطاطس العادية من لاي على 160 سعرة حرارية، وتحتوي على عشرة جرامات من الدهون، مع جرام واحد من الدهون المشبعة. تحتوي العلامات التجارية المطبوخة (Kettle-cooked) على سبعة إلى ثمانية جرامات من الدهون وجرام واحد من الدهون المشبعة، وتحتوي على 140 سعرة حرارية. يحتوي ليز العادي على تسعة جرامات من الدهون وجرامين من الدهون المشبعة و 150 سعرة حرارية. تحتوي رقائق ستاكس عادةً على عشرة جرامات من الدهون، 2.5 جرامات من الدهون المشبعة و 160 سعرة حرارية لكل وجبة. يتطابق ليز ويْفي مع العلامة التجارية العادية، باستثناء نصف جرام أقل من الدهون المشبعة في بعض التركيبات. الآن العلامات التجارية المختلفة لا تحتوي على أي دهون متحولة.
تحتوي حصة 50 جرام من رقائق ليز باربكيو (المشويات) على 270 سعرة حرارية و 17 جرامًا من الدهون. يحتوي أيضًا على 270 ملجم صوديوم، و 15٪ فيتامين ج.
الصنف المخبوز، ليز بيكد (Lay's Baked)، الذي تم تقديمه في منتصف التسعينيات، يتميز بـ 1.5 جرامات من الدهون لكل أونصة، ولا تحتوي على دهون مشبعة. تحتوي كل وجبة على 110 إلى 120 سعرة حرارية. حصص ليز الخفيفة 75 سعرة حرارية للأونصة ولا تحتوي على دهون.
تم طهي رقائق البطاطس ليز العادي في الزيت المهدرج حتى عام 2003. حاليًا، تُصنع الرقائق من زيت عباد الشمس والذرة و/أو زيت الكانولا.
يتم إنتاج ليز المخبوز بجبن التشيدر، الشواء، الكريمة الحامضة، البصل، والنكهات الأصلية.

## معرض الصور

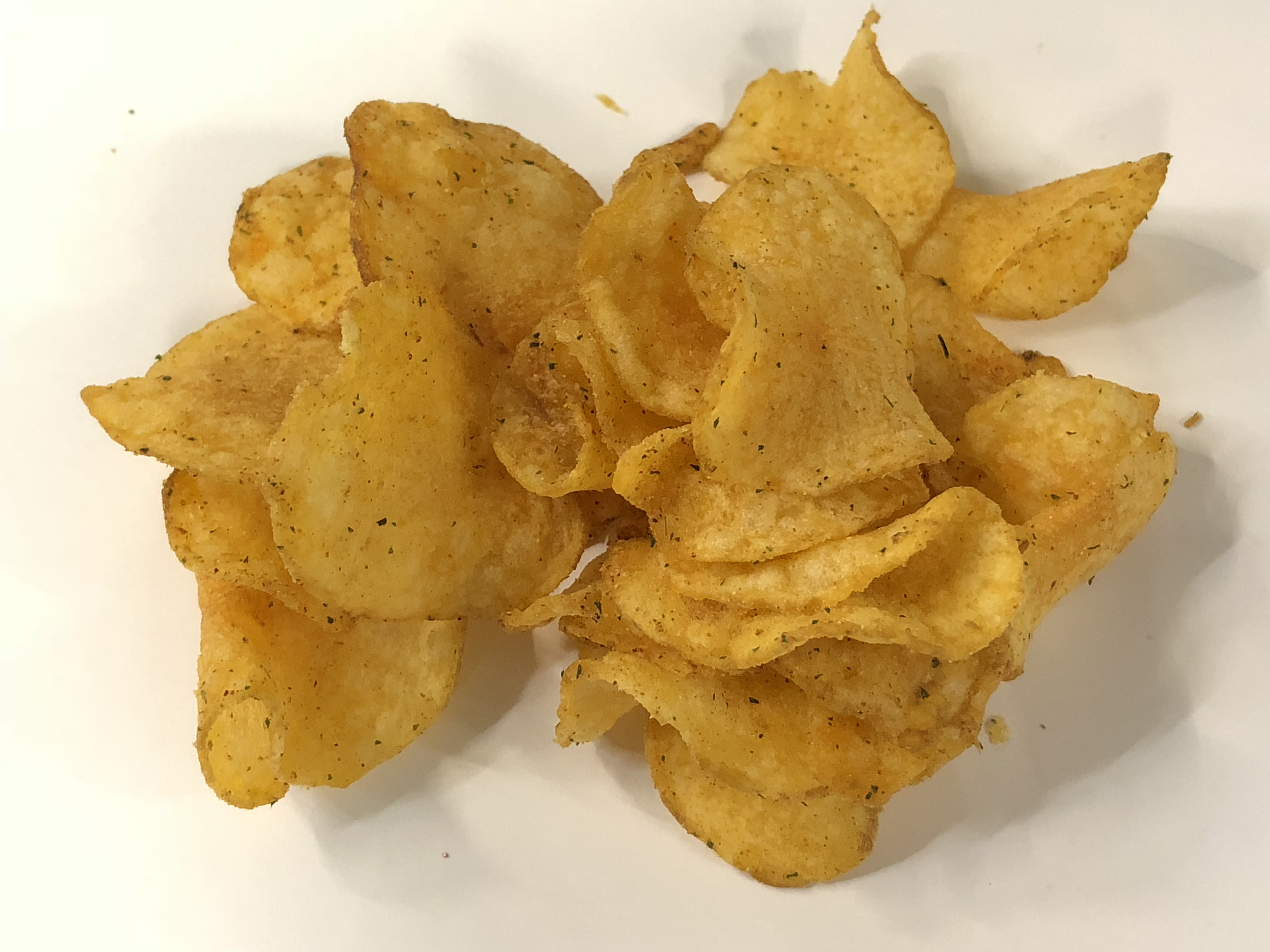
رقائق ليز كيتل كوكد بنكهة الهالابينو
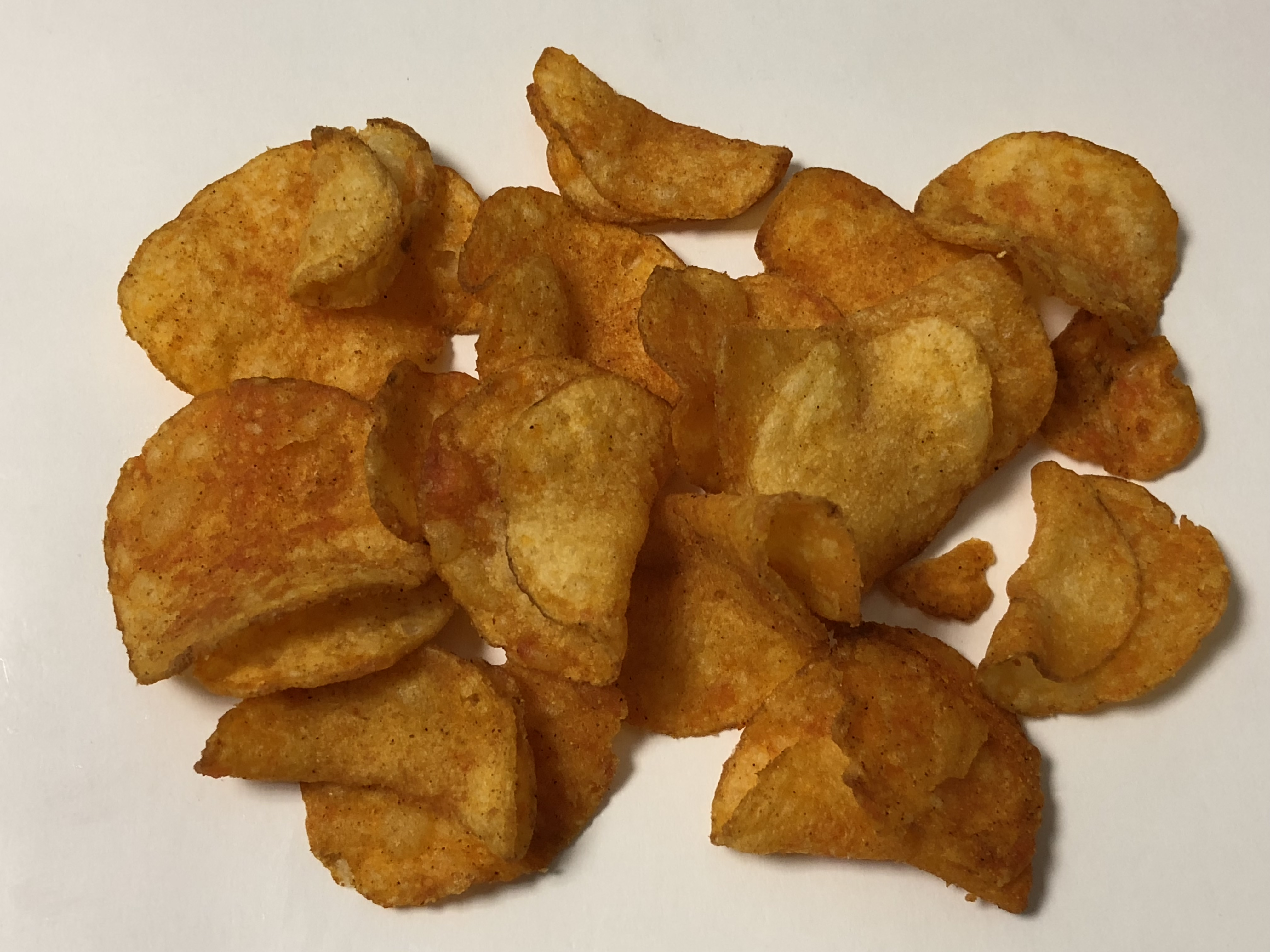
رقائق ليز كيتل كوكد بنكهة شواء المسكيت
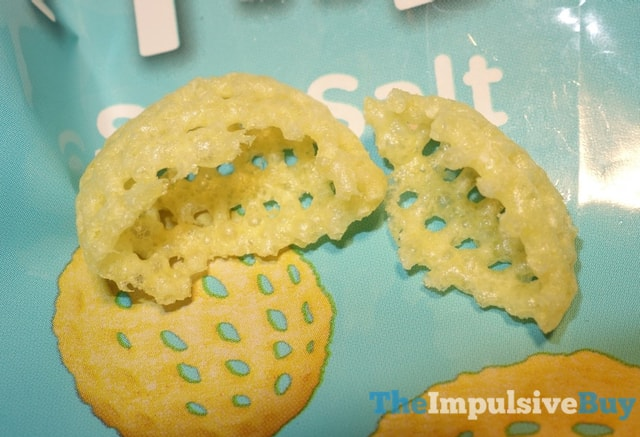
ليز بوبابلز بنكهة ملح البحر
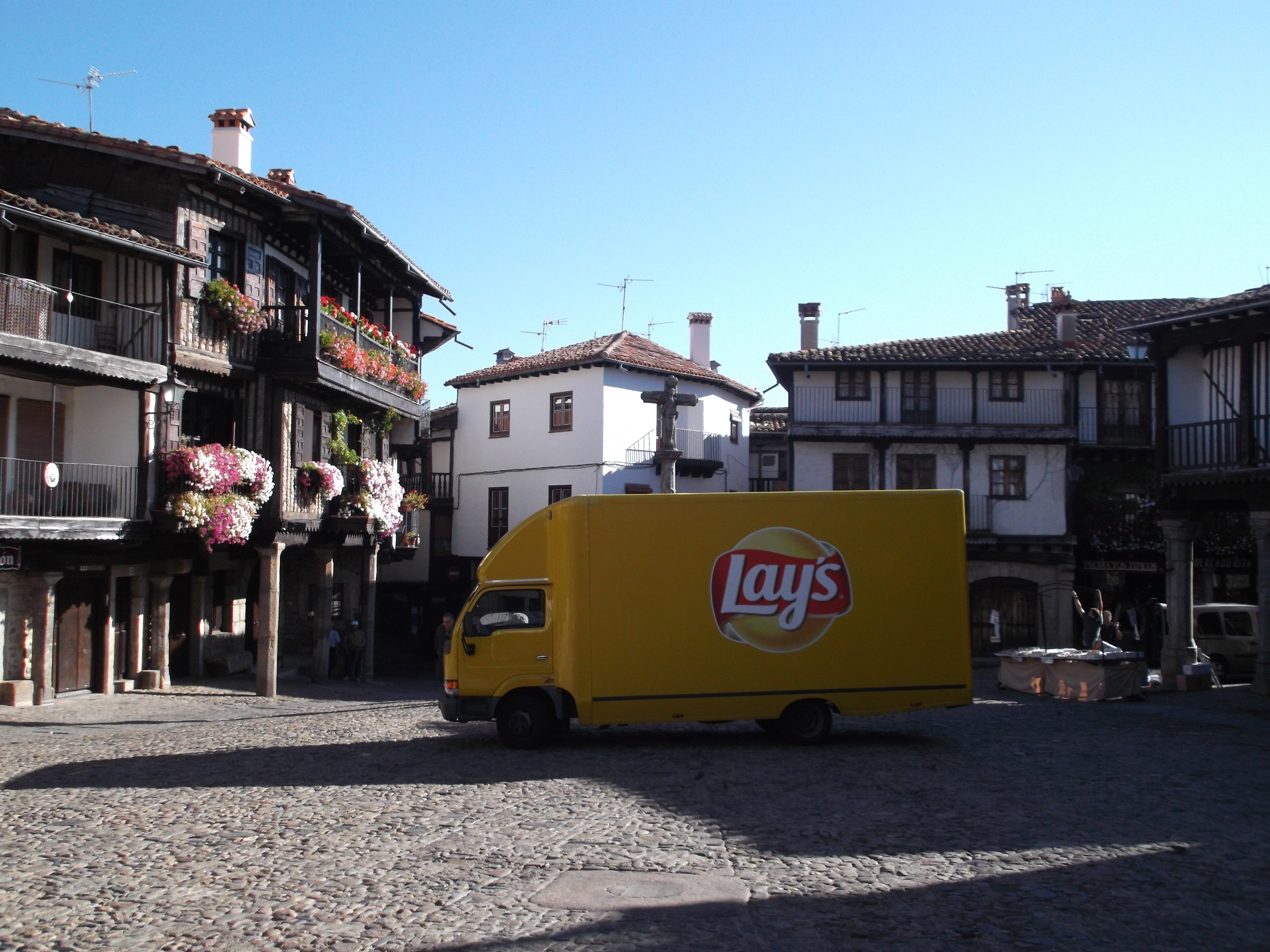
شاحنة ليز في إسبانيا
النسخة العربية من شعار ليز المستخدم من 2007 حتى 2020

## روابط خارجية
- الموقع الرسمي